# Phantom 2040
Phantom 2040 ist eine US-amerikanisch-französische Zeichentrickserie lose basierend auf dem gleichnamigen Comic. Die Serie handelt von dem 24. Phantom Kit Walker jr. in der fiktiven Stadt Metropia.

## Handlung
Die Serie handelt von Kit Walker, Jr., der als 18-jähriger Ökoingenieur in den Dschungelreservaten Brasiliens arbeiten will. Doch er tritt nach dem Tod seines Vaters in die Fußstapfen seiner Vorfahren und wird das Phantom, welches die Mächte des Bösen bekämpft. Ort des Geschehens ist die fiktive futuristische Stadt Metropia. Hauptschurke ist die fiktive Firma Maximum Inc, die das Projekt Cyberville forciert. Das Phantom kämpft dabei für die Erhaltung der Biodiversität und gegen das Wachstum von Cyberville.

## Besetzung
- Scott Valentine: Kit Walker, Jr.
- J. D. Hall: Guran
- Alan Oppenheimer: Jack Archer
- Leah Remini: Sagan Cruz
- Margot Kidder: Rebecca Madison
- Mark Hamill: Doctor Jak
- Ron Perlman (1. Staffel)/Richard Lynch (2. Staffel): Hubert Graft

## Produktion
Peter Chung, der die Sci-Fi-Zeichentrickserie Æon Flux entwickelt hatte, konzipierte die Charaktere für die Serie.

## Veröffentlichung
Die Serie wurde im Jahr 1996 abgesetzt, als der erste und bisher einzige Kinofilm über das Phantom erschien.
In Deutschland lief die Serie bei RTL II, ProSieben, Sat.1 und Kabel 1. Die Serie wurde von der Deutschen Synchron synchronisiert. Ingo Albrecht sprach die Hauptrolle des Kit Walker, Jr. bzw. des 24. Phantoms.

## Adaptionen
Hearst Entertainment, die Rechteinhaber-Firma, verfolgte eine energische Lizenzierungskampagne und lizenzierte Action-Figuren, Halloween-Kostüme, Sammelkarten und andere Produkte. Im Jahr 1995 erschien von Viacom New Media eine Videospieladaption für das Sega Genesis, das Super NES und den Game Gear. Das Spiel erhielt vor allem positive Rezensionen. Im selben Jahr erschien in Spanien eine Brettspieladaption der Serie.

## Trivia
- Der Hund von Sagan Cruz heißt D.V.L. als Anspielung auf den klassischen Namen des Wolfs, der alte Inkarnationen des Phantoms begleitete: Devil.[9]
- Debbie Harry, die Frontsängerin der New-Wave-Band Blondie, sprach in zehn Folgen der Serie die Rolle der Vaingloria.[10]